# Burston and Shimpling
Burston and Shimpling is een civil parish in het bestuurlijke gebied South Norfolk, in het Engelse graafschap Norfolk met 568 inwoners.